# Матвиенко, Сергей Владимирович (борец)
Сергей Владимирович Матвиенко (род. 3 июня 1972) — казахстанский борец греко-римского стиля, заслуженный мастер спорта Республики Казахстан,

## Биография
С. В. Матвиенко родился Кустанае. Тренировался у отца с 1983 года и уже в 1987 году выступал в сборной СССР. После распада СССР до 2004 года выступал в сборной Казахстана.
Участник нескольких чемпионатов мира, Азии. Участник Олимпиады-1996 в Сиднее и Олимпиады-2000 в Атланте.

## Достижения
- чемпион СССР среди молодежи — 1990 (Екатеринбург), 1991 (Набережные Челны)
- чемпион мира среди молодежи — 1990 (Израиль), 1991 (Чехословакия)
- победитель Кубка СССР среди взрослых (Санкт-Петербург, 1991)
- победитель турнира Гран-при И. Поддубного (Пермь, 1994)
- 12-кратный чемпион Казахстана
- чемпион Азии (Япония 1993, Филиппины 1995, Китай 1996, Таиланд 1997, Узбекистан 1999)
- вице-чемпион Азии (Южная Корея, 2000)
- обладатель Кубка Мира (Иран, 1997)
- чемпион XIII Азиатских игр (Таиланд, 1998)

## Образование
- Кустанайский государственный университет, факультет «Физическая культура и спорт», 1989—1993 гг.
- Челябинский государственный университет, 2003—2005 гг.

## Трудовая деятельность
- 1994—2004 — служил непрерывно в органах внутренних дел, налоговой и финансовой полиции;
- 1992—2006 — тренер-преподаватель по греко-римской борьбе Костанайской областной детско-юношеской спортивной школы олимпийского резерва, по совместительству;
- с 2006 — начальник Управления туризма, физической культуры и спорта акимата Костанайской области

с 2017 года директор КГУ «Школа высшего спортивного мастерства» Управления физической культуры и спорта акимата Костанайской области

## Награды
- Почётный знак «За заслуги в развитии физической культуры, спорта и туризма» (27 марта 2017 года, Межпарламентская ассамблея СНГ) — за значительный вклад в развитие физической культуры, спорта и туризма в государствах — участниках Содружества Независимых Государств, реализацию идей сотрудничества в сфере физической культуры, спорта и туризма[1]